# Signature Bank
Pour les articles homonymes, voir Signature (homonymie).
Signature Bank est une banque basée à New York, fondée en 2001 et dissoute en mars 2023.

## Histoire
Le 12 mars 2023, quelques jours après la liquidation de la banque américaine Silvergate Bank puis le lendemain de la Silicon Valley Bank, pour faire face à une panique bancaire des déposants de Signature Bank, les autorités de régulations de l'État de New York annonce la fermeture de Signature Bank, et la création d'une banque relais reprenant les activités de la banque et permettant l'accès aux déposants de leur fonds,. Signature Bank avait à la fin de l'année 2022,110 milliards de dollars d'actifs, elle était particulièrement active et exposée aux cryptomonnaies.
Le 20 mars 2023, Flagstar Bank, une filiale de New York Community Bank, annonce l'acquisition de l'ensemble des 40 agences de Signature Bank, de la quasi-totalité de ses dépôts, sauf 4 milliards de dépôts en cryptomonnaie, mais elle ne reprend pas 60 milliards de prêts détenus par Signature Bank qui resteront gérés par la Federal Deposit Insurance Corporation,.